# Narcisse Quellien

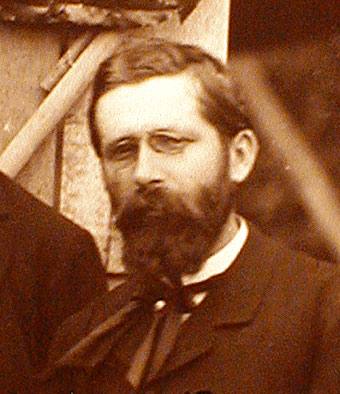
Narcisse Quellien

Narcisse Quellien (* 27. Juni 1848 in La Roche-Derrien; † 16. März 1902 in Paris) war ein französischer Journalist und Dichter.

## Leben
Narcisse Quellien war ein Sohn von Guillaume Quellien und dessen Frau Françoise Jaffrezou. Er besuchte zunächst das „Petit Seminar“ in Tréguir und zog dann nach Paris.
Quellin publizierte viele Dichtungen in bretonischer und französischer Sprache, darunter Annaïk (1880), L'Argot des nomades en basse Bretagne (1886) und Contes et Nouvelles du pays de Tréguier et Breizh (1898).
Nachdem er gegen zehn Uhr morgens am 16. März 1902 von Agamemnon Schliemann auf dem boulevard du Port-Royal auf der Höhe der rue Bertholet überfahren worden war, wurde er bewusstlos ins Hospital Cochin eingeliefert, wo er 20 Minuten später starb. Er hinterließ seine Frau und zwei Söhne. Quellien, der in der rue d’Assas 118 gewohnt hatte, wurde zunächst provisorisch in Paris bestattet, später aber in seinen Heimatort umgebettet. Auf der Place du Pouliet in La Roche-Derrien steht eine Stele mit einem Bildnismedaillon Quelliens, die von Paul Le Goff und Yves Hernot geschaffen wurde. Das Denkmal aus dem Jahr 1912, das zunächst auf dem Friedhof stand, trägt mehrere Inschriften: Auf dem Medaillon ist zu lesen: NARCISSE QUELLIEN / 1848 / 1902. Die Vorderseite der Stele trägt die Inschrift: HON INE GWENN VEL ER MINN / PELECH’H A GOUSKO HE C’HNIK / ME CAREE WAR CALON MAMMIC / N. QUELLIEN. Links ist sie mit P. Le Goff signiert.